# Dacus persicus
Dacus persicus är en tvåvingeart som beskrevs av Friedrich Georg Hendel 1927. Dacus persicus ingår i släktet Dacus och familjen borrflugor. Inga underarter finns listade i Catalogue of Life.